# Smiena Komsomolsk nad Amurem
Smiena (ros. Футбольный клуб «Смена», Futbołnyj Klub «Smiena») – rosyjski klub piłkarski z Komsomolska nad Amurem.

## Historia
Chronologia nazw:
- 1935—1938: Stroitiel Komsomolsk nad Amurem (ros. «Строитель» Комсомольск-на-Амуре)
- 1940—1945: Krylja Sowietow Komsomolsk nad Amurem (ros. «Крылья Советов» Комсомольск-на-Амуре)
- 1946—1956: Dinamo Komsomolsk nad Amurem (ros. «Динамо» Комсомольск-на-Амуре)
- 1957—1959: Łokomotiw Komsomolsk nad Amurem (ros. «Локомотив» Комсомольск-на-Амуре)
- 1960—1977: Awangard Komsomolsk nad Amurem (ros. «Авангард» Комсомольск-на-Амуре)
- 1977—1994: Amur Komsomolsk nad Amurem (ros. «Амур» Комсомольск-на-Амуре)
- 2000: Smiena Komsomolsk nad Amurem (ros. «Смена» Комсомольск-на-Амуре)
- 2001: KnAAPO-Smiena Komsomolsk nad Amurem (ros. «КнААПО-Смена» Комсомольск-на-Амуре)
- 2002—...: Smiena Komsomolsk nad Amurem (ros. «Смена» Комсомольск-на-Амуре)

Piłkarska drużyna Stroitiel została założona w 1935 w mieście Komsomolsk nad Amurem.
W 1937 i 1938 zespół występował w rozgrywkach Pucharu ZSRR.
W 1946 jako Dinamo Komsomolsk nad Amurem debiutował w Trzeciej Grupie, podgrupie Dalekowschodniej Mistrzostw ZSRR, w której zajął 2 miejsce. Jednak następnego sezonu nie przystąpił do rozgrywek.
Dopiero w 1957 jako Łokomotiw Komsomolsk nad Amurem startował w Klasie B, grupie Dalekowschodniej.
Po reformie systemu lig ZSRR w 1963 już jako Awangard Komsomolsk nad Amurem grał w niższej Klasie B, grupie 5, w której występował do 1969. W 1970 po kolejnej reformie systemu lig ZSRR spadł do Klasy B, grupy 4, w której zajął przedostatnie 17 miejsce i pożegnał się z rozrywkami na szczeblu profesjonalnym.
Dopiero w 1978 klub z nową nazwą Amur Komsomolsk nad Amurem startował w Drugiej Lidze, w której występował do 1989.
W 1990 i 1991 występował w Drugiej Niższej Lidze.
W Mistrzostwach Rosji klub startował w Pierwszej Lidze, grupie Wschodniej, w której zajął ostatnie 16 miejsce i spadł do Drugiej Ligi. W 1994 klub zajął ostatnie 9 miejsce w grupie i został pozbawiony statusu klubu profesjonalnego.
W 2000 i 2001 klub pod nazwą Smiena Komsomolsk nad Amurem występował w rozgrywkach amatorskich.
Od 2002 klub występuje w Drugiej Dywizji, grupie Wschodniej.

## Osiągnięcia
- 8 miejsce w Klasie B ZSRR, grupie 6:

1958, 1961
- 1/32 finału w Pucharze ZSRR:

1960
- 16 miejsce w Rosyjskiej Pierwszej Dywizji:

1992
- 1/16 finału w Pucharze Rosji:

2009